# North Lewisburg
North Lewisburg – wieś w Stanach Zjednoczonych, w stanie Ohio, w hrabstwie Champaign.